# Харисон (Њу Џерзи)
Харисон (енгл. Harrison) град је у америчкој савезној држави Њу Џерзи. По попису становништва из 2010. у њему је живело 13.620 становника.

## Демографија
Према попису становништва из 2010. у граду је живело 13.620 становника, што је 804 (5,6%) становника мање него 2000. године.
|                   | 2010.           | 2000.           |
| Укупно            | 13 620 (100,0%) | 14 424 (100,0%) |
| Хиспаноамериканци | 6 017 (44,18%)  | 5 333 (36,97%)  |
| Белци             | 4 818 (35,37%)  | 6 756 (46,84%)  |
| Азијати           | 2 217 (16,28%)  | 1 715 (11,89%)  |
| Остали            | 541 (3,972%)    | 478 (3,314%)    |
| Афроамериканци    | 27 (0,198%)     | 142 (0,984%)    |